# Harald Sandbæk
Harald Sandbæk (6. januar 1904 i Nørre Nissum – 6. november 1986) var en dansk sognepræst, Holmens provst og modstandsmand. Harald Sandbæk var far til Ulla Sandbæk, der også blev præst.

## Liv og karriere
Harald Sandbæk blev født den 6. januar 1904 på Portgården i Nørre Nissum hvor hans forældre boede, han var søn af højskoleforstander og landbrugskandidat Peder Sandbæk og Marie f. Friis.
Sandbæk blev student fra Odense Katedralskole og i 1924 og cand.theol. fra Københavns Universitet. I 1936 var han med til at stifte Dansk Samling.
Under besættelsen deltog Sandbæk aktiv i modstandsbevægelsen, hvor han blandt andet deltog i jernbanesabotage og blev i efteråret 1944 anholdt i Hadsten. Han blev tortureret af Gestapo, men undslap hårdt såret fangeskabet i forbindelse med det engelske bombardement af Gestapos hovedkvarterer i Jylland beliggende på Kollegierne i Universitetsparken i Aarhus.
Sandbæk var redaktør på værket Den danske kirke under besættelsen sammen med N.J. Raid.
Han blev Ridder af Dannebrogordenen 1963 og Ridder af 1. grad 1971.
Han ligger begravet på Holmens Kirkegård i København.